# Gesteinsbildendes Lebewesen

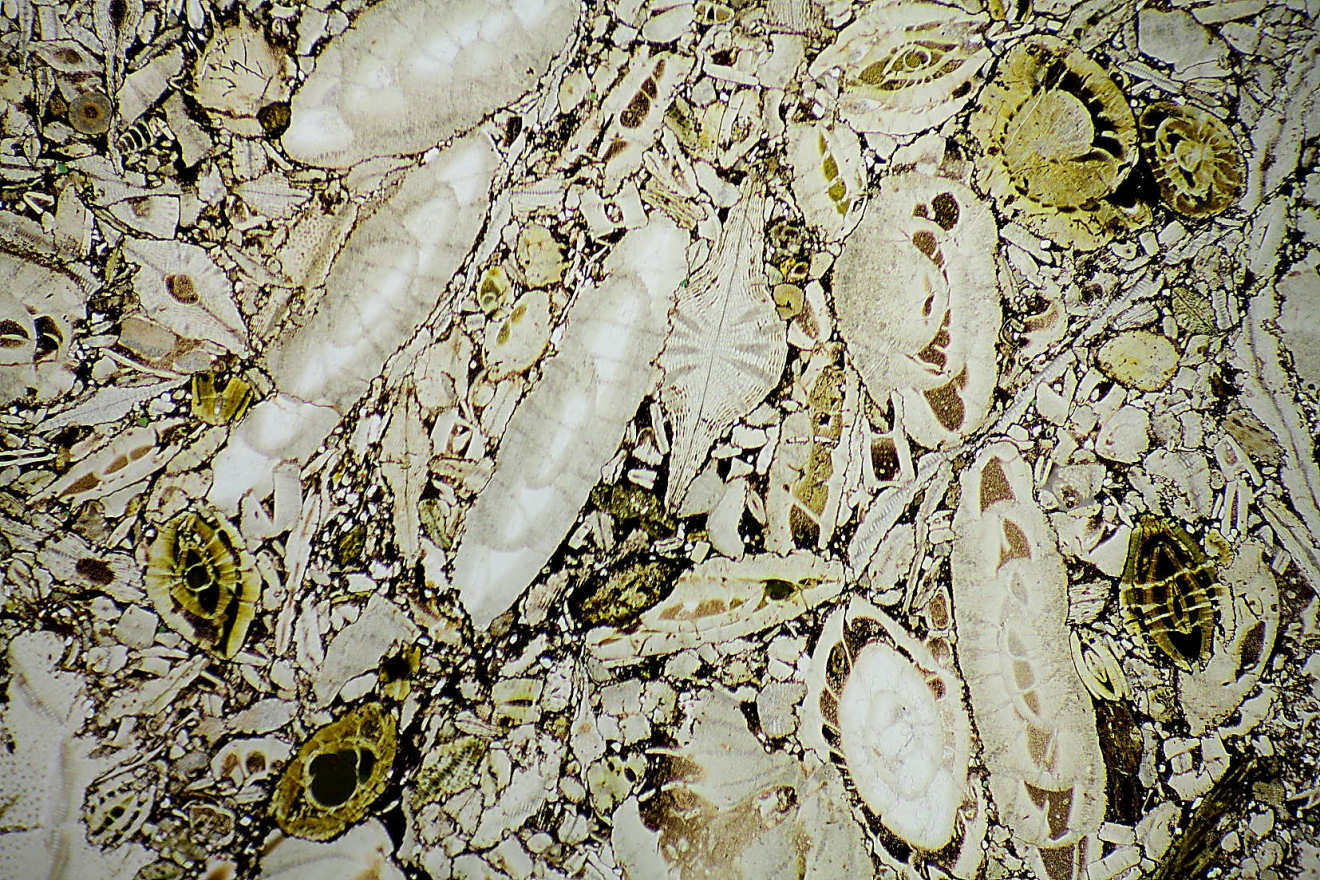
Großforaminiferen als gesteinsbildende Organismen (Dünnschliff): Die Schalen liegen so dicht aneinander, dass nur noch etwas feinkörniger Limonit in den Zwischenräumen Platz findet. Erzkalk, Grünten im Allgäu.

Als gesteinsbildendes Lebewesen oder gesteinsbildender Organismus werden Organismen bezeichnet, die durch ihre Lebensaktivität zur Bildung biogener Sedimentgesteine beitragen. Hierbei kann der Beitrag in der Bereitstellung von Körpersubstanz (meistens Teile von Exo- oder Endoskeletten, aber auch – etwa bei Braun- oder Steinkohle – organisches Material) bestehen. Die Organismen können aber auch aufgrund ihrer Lebensweise als "Fallen" für nicht-biogene Sedimentpartikel dienen, wobei auch Übergänge möglich sind: Korallenriffe beispielsweise wirken einerseits als Sedimentfänger, die Steinkorallen produzieren andererseits anorganische Skelette, die als Fossilien ebenfalls zur Gesteinsbildung beitragen. Schließlich können auch die Stoffwechselvorgänge der Organismen außerhalb ihres Körpers die Bildung von anorganischen Partikeln induzieren, wie bei den aus Biofilmen gebildeten Stromatolithen, die einerseits wieder als Sedimentfallen wirken, andererseits aufgrund der Assimilation von Kohlendioxid die Fällung von Calciumcarbonat bewirken können. Wenn die durch biologische Aktivität gebildeten Gesteinskörper sich von den umgebenden Sedimenten klar unterscheiden lassen, spricht man von einem Bioherm.
Die meisten Organismen stellen kalkiges Skelettmaterial bereit (Kalkalgen, Foraminiferen, Nesseltiere, Schwämme, Bryozoen, Weichtiere, Stachelhäuter, Arthropoden), doch kann auch kieseliges (Diatomeen, Radiolarien, Silicoflagellaten, kieselige Schwammnadeln) oder phosphatisches (Knochen und Zähne von Wirbeltieren) Gesteinsmaterial biogenen Ursprungs sein.